# 御膳酒
御膳酒（ごぜんしゅ）とは、江戸時代の日本において将軍や大名など、いわゆる殿様の飲用として醸造・納品された日本酒をいう。文脈的に何も特記がない場合は徳川将軍家の御膳酒をさす。品質としては片白、諸白の上に位置づけられる、当時の日本酒の最高品質であった。上諸白と別称されることもあった。

## 徳川将軍家の御膳酒
1628年（寛永5年）に奈良の町衆酒屋菊屋治左衛門、1630年（寛永7年）に同じく正法院八左衛門が、若年寄支配の御本丸御用酒屋に任命され、奈良流の「南都諸白」を将軍家の御膳酒として上納した。奈良（南都）は、中世後期から近世前期にかけて名酒を産し続けた由緒ある酒造地として他の酒造地とは別格の扱いを受け、近世を通じ御賄所御用酒屋として御膳酒の上納を勤めた。
1740年（元文5年）には伊丹酒の「剣菱」が将軍の御膳酒に指定された。
京で造られた酒の中には、「諸家御膳酒」「御前酒」「御用酒」などと、今でいう商品の不当表示にあたるような、将軍家御膳酒とまぎらわしい銘を樽に焼印することによって、「剣菱」に便乗しようという造り酒屋が多く現れ、それを厳禁する旨が京の町触に発せられた。

## 各藩の御膳酒
各藩においては藩主が飲む酒を御膳酒という。
御膳酒は、それぞれの藩主の方針によって、将軍家と同じ伊丹酒や、そうでなくても同じ地方である摂泉十二郷の酒を御膳酒に指定した大名もいれば、自領の産業育成のため、国許（くにもと）特産の酒を御膳酒に指定した大名もいる。後者の場合、御膳酒は藩造酒（はんぞうしゅ）の最高級品であったが、藩造酒じたいの醸造技術が拙く、数々の努力にもかかわらずついに他国に通用するに至らなかった藩もあるので、そのような場合、藩主は藩の財政改善のため、味覚的に多少の我慢をして飲んでいたことになる。
御膳酒を造る国許の造り酒屋を御用酒屋（ごようざかや）、またそれを造る藩公認の酒師や杜氏を酒司（さかつかさ / さかじこ - 南部藩など）と呼んだ。この酒司は、一般によく飛鳥時代や奈良時代の造酒司（さけのつかさ / みきのつかさ）と混同されることが多いが、まったく別の概念である。
御用酒屋の中では、伊丹が有名になる前に銘醸地の聞こえが高かった僧坊酒の伝統を汲む奈良流から、柳生宗矩の紹介で伊達政宗に紹介され、慶長13年（1608年）に仙台藩の城内詰御酒御用（じょうないづめおんさけごよう）を命じられた初代榧森又右衛門（かやのもり・またえもん）が最初とされる。